# Livraison… par en arrière
Albums de Plume Latraverse
French Tour 1980 (Fausse représentation) L'aventure de Waï-Waï le castor canadien
Livraison… par en-arrière est un album de Plume Latraverse, sorti en 1981.

## Liste des chansons
| No  | Titre                                          | Durée |
| --- | ---------------------------------------------- | ----- |
| 1.  | Intro agora                                    |       |
| 2.  | Chien fou                                      |       |
| 3.  | 2 chiens, 1 os…                                |       |
| 4.  | Élégie                                         |       |
| 5.  | Ô petit restaurant du coin                     |       |
| 6.  | Le moins beau merle                            |       |
| 7.  | Tango pital                                    |       |
| 8.  | Le feu d'la rampe                              |       |
| 9.  | La ballade des caisses de 24                   |       |
| 10. | Don Quichiotte                                 |       |
| 11. | 4 ans après…                                   |       |
| 12. | Quand le rêve est fini                         |       |
| 13. | La marche des centenaires (éternel adolescent) |       |
| 14. | Chanson nette                                  |       |
| 15. | Jeux d'adultes                                 |       |